# Jonathan Walters
Jonathan Walters (Birkenhead, 20 september 1983) is een Iers voormalig voetballer die als aanvaller speelde. Hij tekende in juli 2017 een contract tot medio 2019 bij Burnley, dat hem overnam van Stoke City. Walters debuteerde in 2010 in het Iers voetbalelftal.

## Clubcarrière
Walters werd op veertienjarige leeftijd opgenomen in de jeugdopleiding van Blackburn Rovers, dat hem scoutte bij Shaftesbury. Bij Blackburn speelde hij geen enkele minuut op het hoogste niveau. Drie jaar na zijn komst, vertrok Walters naar Bolton Wanderers. Daar speelde hij vier wedstrijden in drie jaar. Intussen werd hij ook uitgeleend aan Hull City, Crewe Alexandra en Barnsley. In juli 2005 trok hij opnieuw naar Hull City maar ditmaal niet op leenbasis maar definitief. Een jaar later tekende hij voor Wrexham. In juli 2006 trok hij opnieuw transfervrij weg bij zijn club na één jaar. Hij ruilde Wrexham in voor Chester City. In januari 2007 bood Ipswich Town een bedrag van €325.000 op Walters, na een FA Cup-wedstrijd tussen de twee clubs. In drie seizoenen scoorde Walters 30 doelpunten in 136 competitiewedstrijden voor Ipswich Town.

### Stoke City
Op 18 augustus 2010 tekende Walters een vierjarig contract bij Stoke City, dat een bedrag van €3,3 miljoen euro op tafel legde voor de toen 26-jarige aanvaller. Drie dagen later maakte hij zijn competitiedebuut tegen Tottenham Hotspur. Opnieuw drie dagen later scoorde hij zijn eerste doelpunt voor Stoke City in de League Cup tegen Shrewsbury Town. In zijn eerste seizoen bij Stoke City scoorde hij zes keer in 36 competitiewedstrijden. Het daaropvolgende seizoen maakte hij zeven doelpunten uit 38 wedstrijden. In totaal speelde hij reeds meer dan 100 wedstrijden voor The Potters. Walters stond op 14 mei 2011 met Stoke City in de finale van de strijd om de FA Cup. Daarin verloor de ploeg van trainer-coach Tony Pulis met 1-0 van Manchester City door een treffer in de 74ste minuut van Yaya Touré.

## Clubstatistieken
| Seizoen         | Club                     |                   | Competitie      | Competitie | Competitie | Beker | Beker | Internationaal | Internationaal | Totaal | Totaal |
| Seizoen         | Club                     | Wed.              | Competitie      | Dlp.       | Wed.       | Dlp.  | Wed.  | Dlp.           | Wed.           | Dlp.   |        |
| --------------- | ------------------------ | ----------------- | --------------- | ---------- | ---------- | ----- | ----- | -------------- | -------------- | ------ | ------ |
| 2002/03         | Bolton Wanderers         | Vlag van Engeland | Premier League  | 4          | 0          | 2     | 0     | –              | –              | 6      | 0      |
| Club totaal     | Club totaal              | Club totaal       | Club totaal     | 4          | 0          | 2     | 0     | 0              | 0              | 6      | 0      |
| 2002/03         | Hull City (huur)         | Vlag van Engeland | Third Division  | 11         | 5          | 0     | 0     | –              | –              | 11     | 5      |
| Club totaal     | Club totaal              | Club totaal       | Club totaal     | 11         | 5          | 0     | 0     | 0              | 0              | 11     | 5      |
| 2003/04         | Barnsley (huur)          | Vlag van Engeland | Second Division | 8          | 0          | 4     | 0     | –              | –              | 12     | 0      |
| Club totaal     | Club totaal              | Club totaal       | Club totaal     | 8          | 0          | 4     | 0     | 0              | 0              | 12     | 0      |
| 2003/04         | Hull City                | Vlag van Engeland | Third Division  | 16         | 1          | 1     | 0     | –              | –              | 17     | 1      |
| 2004/05         | Hull City                | Vlag van Engeland | League One      | 21         | 1          | 3     | 1     | –              | –              | 24     | 2      |
| Club totaal     | Club totaal              | Club totaal       | Club totaal     | 37         | 2          | 4     | 1     | 0              | 0              | 41     | 3      |
| 2004/05         | Scunthorpe United (huur) | Vlag van Engeland | League Two      | 3          | 0          | 0     | 0     | –              | –              | 3      | 0      |
| Club totaal     | Club totaal              | Club totaal       | Club totaal     | 3          | 0          | 0     | 0     | 0              | 0              | 3      | 0      |
| 2005/06         | Wrexham                  | Vlag van Engeland | League Two      | 38         | 5          | 3     | 0     | –              | –              | 41     | 5      |
| Club totaal     | Club totaal              | Club totaal       | Club totaal     | 38         | 5          | 3     | 0     | 0              | 0              | 41     | 5      |
| 2006/07         | Chester City             | Vlag van Engeland | League Two      | 26         | 9          | 7     | 1     | –              | –              | 33     | 10     |
| Club totaal     | Club totaal              | Club totaal       | Club totaal     | 26         | 9          | 7     | 1     | 0              | 0              | 33     | 10     |
| 2006/07         | Ipswich Town             | Vlag van Engeland | Championship    | 16         | 4          | 0     | 0     | –              | –              | 16     | 4      |
| 2007/08         | Ipswich Town             | Vlag van Engeland | Championship    | 40         | 13         | 1     | 0     | –              | –              | 41     | 13     |
| 2008/09         | Ipswich Town             | Vlag van Engeland | Championship    | 36         | 5          | 5     | 2     | –              | –              | 41     | 7      |
| 2009/10         | Ipswich Town             | Vlag van Engeland | Championship    | 43         | 8          | 4     | 0     | –              | –              | 47     | 8      |
| 2010/11         | Ipswich Town             | Vlag van Engeland | Championship    | 1          | 0          | 0     | 0     | –              | –              | 1      | 0      |
| Club totaal     | Club totaal              | Club totaal       | Club totaal     | 136        | 30         | 10    | 2     | 0              | 0              | 146    | 32     |
| 2010/11         | Stoke City               | Vlag van Engeland | Premier League  | 36         | 6          | 10    | 6     | –              | –              | 46     | 12     |
| 2011/12         | Stoke City               | Vlag van Engeland | Premier League  | 38         | 7          | 6     | 2     | 10             | 2              | 54     | 11     |
| 2012/13         | Stoke City               | Vlag van Engeland | Premier League  | 38         | 8          | 4     | 3     | –              | –              | 42     | 11     |
| 2013/14         | Stoke City               | Vlag van Engeland | Premier League  | 32         | 5          | 4     | 0     | –              | –              | 36     | 5      |
| 2014/15         | Stoke City               | Vlag van Engeland | Premier League  | 32         | 8          | 4     | 3     | –              | –              | 36     | 11     |
| 2015/16         | Stoke City               | Vlag van Engeland | Premier League  | 27         | 5          | 6     | 3     | –              | –              | 33     | 8      |
| Club totaal     | Club totaal              | Club totaal       | Club totaal     | 203        | 39         | 34    | 17    | 10             | 2              | 247    | 58     |
| Carrière totaal | Carrière totaal          | Carrière totaal   | Carrière totaal | 466        | 90         | 64    | 21    | 10             | 2              | 540    | 113    |

Bijgewerkt tot en met het seizoen 2015/16.

## Interlandcarrière
Walters werd geboren in het Engelse Birkenhead, in het Engelse graafschap Merseyside. Zijn moeder is Ierse, waardoor hij zowel voor Engeland als voor Ierland had mogen uitkomen. Op 10 oktober 2003 speelde hij met Ierland –21 een oefenwedstrijd tegen Zwitserland –21. Ierland won met 1–2 dankzij twee doelpunten van Walters. In november 2010 riep de toenmalige Ierse bondscoach Giovanni Trapattoni hem op voor een oefenwedstrijd tegen Noorwegen. Hij viel in tijdens de rust. Op 11 november 2011 maakte hij zijn eerste doelpunt voor Ierland in de play-offwedstrijd tegen Estland, waardoor Ierland zich uiteindelijk kon kwalificeren voor het EK 2012. Op 16 oktober 2012 maakte hij zijn tweede interlanddoelpunt in een WK-kwalificatiewedstrijd tegen de Faeröer.
Tijdens de play-offs voor kwalificatie voor het EK van 2016 in Frankrijk was Walters belangrijk in het tweeluik tegen Bosnië en Herzegovina. Hij wist in de return tweemaal te scoren. De wedstrijd eindigde in 2–0, wat genoeg was na de 1–1 in de heenwedstrijd. In mei 2016 werd Walters opgenomen in de selectie voor het Europees kampioenschap voetbal 2016. Ierland werd in de achtste finale uitgeschakeld door gastland Frankrijk na twee doelpunten van Antoine Griezmann.

### Overzicht als interlandspeler
| Interlands van Jonathan Walters voor Ierland | Interlands van Jonathan Walters voor Ierland | Interlands van Jonathan Walters voor Ierland | Interlands van Jonathan Walters voor Ierland | Interlands van Jonathan Walters voor Ierland | Interlands van Jonathan Walters voor Ierland | Interlands van Jonathan Walters voor Ierland |
| №                                            | Datum                                        | Wedstrijd                                    | Uitslag                                      | Soort wedstrijd                              | Doelpunten                                   |                                              |
| Als speler bij Stoke City                    | Als speler bij Stoke City                    | Als speler bij Stoke City                    | Als speler bij Stoke City                    | Als speler bij Stoke City                    | Als speler bij Stoke City                    | Als speler bij Stoke City                    |
| -------------------------------------------- | -------------------------------------------- | -------------------------------------------- | -------------------------------------------- | -------------------------------------------- | -------------------------------------------- | -------------------------------------------- |
| 1.                                           | 17 november 2010                             | Ierland – Noorwegen                          | 1 – 2                                        | Vriendschappelijk                            |                                              |                                              |
| 2.                                           | 8 februari 2011                              | Ierland – Wales                              | 3 – 0                                        | Carling Nations Cup                          |                                              |                                              |
| 3.                                           | 11 oktober 2011                              | Ierland – Armenië                            | 2 – 1                                        | Kwalificatie EK 2012                         |                                              |                                              |
| 4.                                           | 11 november 2011                             | Estland – Ierland                            | 0 – 4                                        | Kwalificatie EK 2012                         | 67'                                          |                                              |
| 5.                                           | 29 februari 2012                             | Ierland – Tsjechië                           | 1 – 1                                        | Vriendschappelijk                            |                                              |                                              |
| 6.                                           | 26 mei 2012                                  | Ierland – Bosnië en Herzegovina              | 1 – 0                                        | Vriendschappelijk                            |                                              |                                              |
| 7.                                           | 4 juni 2012                                  | Hongarije – Ierland                          | 0 – 0                                        | Vriendschappelijk                            |                                              |                                              |
| 8.                                           | 10 juni 2012                                 | Kroatië – Ierland                            | 3 – 1                                        | EK 2012                                      |                                              |                                              |
| 9.                                           | 14 juni 2012                                 | Ierland – Spanje                             | 0 – 4                                        | EK 2012                                      |                                              |                                              |
| 10.                                          | 18 juni 2012                                 | Italië – Ierland                             | 2 – 0                                        | EK 2012                                      |                                              |                                              |
| 11.                                          | 15 augustus 2012                             | Servië – Ierland                             | 0 – 0                                        | Vriendschappelijk                            |                                              |                                              |
| 12.                                          | 7 september 2012                             | Kazachstan – Ierland                         | 1 – 2                                        | Kwalificatie WK 2014                         |                                              |                                              |
| 13.                                          | 12 oktober 2012                              | Ierland – Duitsland                          | 1 – 6                                        | Kwalificatie WK 2014                         |                                              |                                              |
| 14.                                          | 16 oktober 2012                              | Faeröer – Ierland                            | 1 – 4                                        | Kwalificatie WK 2014                         | 53'                                          |                                              |
| 15.                                          | 6 februari 2013                              | Ierland – Polen                              | 2 – 0                                        | Vriendschappelijk                            |                                              |                                              |
| 16.                                          | 22 maart 2013                                | Zweden – Ierland                             | 0 – 0                                        | Kwalificatie WK 2014                         |                                              |                                              |
| 17.                                          | 26 maart 2013                                | Ierland – Oostenrijk                         | 2 – 2                                        | Kwalificatie WK 2014                         | 25' (pen.) 45+1'                             |                                              |
| 18.                                          | 29 mei 2013                                  | Engeland – Ierland                           | 1 – 1                                        | Vriendschappelijk                            |                                              |                                              |
| 19.                                          | 7 juni 2013                                  | Ierland – Faeröer                            | 3 – 0                                        | Kwalificatie WK 2014                         |                                              |                                              |
| 20.                                          | 14 augustus 2013                             | Wales – Ierland                              | 0 – 0                                        | Vriendschappelijk                            |                                              |                                              |
| 21.                                          | 6 september 2013                             | Ierland – Zweden                             | 1 – 2                                        | Kwalificatie WK 2014                         |                                              |                                              |
| 22.                                          | 10 september 2013                            | Oostenrijk – Ierland                         | 1 – 0                                        | Kwalificatie WK 2014                         |                                              |                                              |
| 23.                                          | 15 november 2013                             | Ierland – Letland                            | 3 – 0                                        | Vriendschappelijk                            |                                              |                                              |
| 24.                                          | 19 november 2013                             | Polen – Ierland                              | 0 – 0                                        | Vriendschappelijk                            |                                              |                                              |
| 25.                                          | 5 maart 2014                                 | Ierland – Servië                             | 1 – 2                                        | Vriendschappelijk                            |                                              |                                              |
| 26.                                          | 25 mei 2014                                  | Ierland – Turkije                            | 1 – 2                                        | Vriendschappelijk                            | 78'                                          |                                              |
| 27.                                          | 10 juni 2014                                 | Ierland – Portugal                           | 1 – 5                                        | Vriendschappelijk                            |                                              |                                              |
| 28.                                          | 7 september 2014                             | Georgië – Ierland                            | 1 – 2                                        | Kwalificatie EK 2016                         |                                              |                                              |
| 29.                                          | 14 oktober 2014                              | Duitsland – Ierland                          | 1 – 1                                        | Kwalificatie EK 2016                         |                                              |                                              |
| 30.                                          | 14 november 2014                             | Schotland – Ierland                          | 1 – 0                                        | Kwalificatie EK 2016                         |                                              |                                              |
| 31.                                          | 29 maart 2015                                | Ierland – Polen                              | 1 – 1                                        | Kwalificatie EK 2016                         |                                              |                                              |
| 32.                                          | 7 juni 2015                                  | Ierland – Engeland                           | 0 – 0                                        | Vriendschappelijk                            |                                              |                                              |
| 33.                                          | 13 juni 2015                                 | Ierland – Schotland                          | 1 – 1                                        | Kwalificatie EK 2016                         | 38'                                          |                                              |
| 34.                                          | 4 september 2015                             | Gibraltar – Ierland                          | 0 – 4                                        | Kwalificatie EK 2016                         |                                              |                                              |
| 35.                                          | 7 september 2015                             | Ierland – Georgië                            | 1 – 0                                        | Kwalificatie EK 2016                         | 69'                                          |                                              |
| 36.                                          | 8 oktober 2015                               | Ierland – Duitsland                          | 1 – 0                                        | Kwalificatie EK 2016                         |                                              |                                              |
| 37.                                          | 11 oktober 2015                              | Polen – Ierland                              | 2 – 1                                        | Kwalificatie EK 2016                         | 16' (pen.)                                   |                                              |
| 38.                                          | 16 november 2015                             | Ierland – Bosnië en Herzegovina              | 2 – 0                                        | Kwalificatie EK 2016                         | 24' (pen.) 70'                               |                                              |
| 39.                                          | 27 mei 2016                                  | Ierland – Nederland                          | 1 – 1                                        | Vriendschappelijk                            |                                              |                                              |
| 40.                                          | 13 juni 2016                                 | Ierland – Zweden                             | 1 – 1                                        | EK 2016                                      |                                              |                                              |
| 41.                                          | 26 juni 2016                                 | Frankrijk – Ierland                          | 2 – 1                                        | EK 2016                                      |                                              |                                              |